# Campeonato colombiano 1959
El Campeonato colombiano 1959 fue el duodécimo (12.mo.) torneo de la Categoría Primera A de fútbol profesional colombiano en la historia. 

## Desarrollo
Para este torneo volvieron al campeonato el Unión Magdalena, el Deportivo Cali (tras ser reinscrito) y el Independiente Medellín (tras su colaboración con jugadores al Atlético Nacional (el año anterior). Además, desaparece nuevamente el Atlético Manizales.
Con la creación de la Copa Libertadores de América por parte de la Confederación Sudamericana de Fútbol, por primera vez en la historia un equipo colombiano jugó un torneo internacional de carácter oficial. El campeón representó a Colombia en la Copa de Campeones de América 1960.
El campeón de esta edición fue Millonarios de Bogotá, logrando su quinto título en el profesionalismo. El subcampeón fue Independiente Medellín. El goleador del campeonato fue Felipe Marino del Independiente Medellín con 35 goles seguido de Osvaldo Panzutto del Santa Fe con 30 goles.

## Datos de los clubes
| Equipo                 | Departamento       | Ciudad      |
| ---------------------- | ------------------ | ----------- |
| América de Cali        | Valle del Cauca    | Cali        |
| Atlético Bucaramanga   | Santander          | Bucaramanga |
| Atlético Nacional      | Antioquia          | Medellín    |
| Cúcuta Deportivo       | Norte de Santander | Cúcuta      |
| Deportes Quindío       | Caldas             | Armenia     |
| Deportes Tolima        | Tolima             | Ibagué      |
| Deportivo Cali         | Valle del Cauca    | Cali        |
| Deportivo Pereira      | Caldas             | Pereira     |
| Independiente Medellín | Antioquia          | Medellín    |
| Millonarios            | Bogotá, D. C.      | Bogotá      |
| Independiente Santa Fe | Bogotá, D. C.      | Bogotá      |
| Unión Magdalena        | Magdalena          | Santa Marta |

## Clasificación
| Pos. | Equipo                 | Pts. | PJ | G  | E  | P  | GF | GC | Dif. |
| ---- | ---------------------- | ---- | -- | -- | -- | -- | -- | -- | ---- |
| 1    | Millonarios            | 58   | 44 | 22 | 14 | 8  | 85 | 52 | +33  |
| 2    | Independiente Medellín | 52   | 44 | 20 | 12 | 12 | 84 | 66 | +18  |
| 3    | Deportivo Cali         | 50   | 44 | 18 | 14 | 12 | 81 | 64 | +17  |
| 4    | Deportivo Pereira      | 46   | 43 | 18 | 10 | 15 | 94 | 91 | +3   |
| 5    | Atlético Nacional      | 42   | 43 | 16 | 10 | 17 | 87 | 87 | 0    |
| 6    | Santa Fe               | 42   | 42 | 15 | 12 | 15 | 78 | 68 | +10  |
| 7    | Cúcuta Deportivo       | 42   | 44 | 13 | 16 | 15 | 80 | 85 | −5   |
| 8    | Deportes Quindío       | 40   | 44 | 13 | 14 | 17 | 60 | 70 | −10  |
| 9    | Atlético Bucaramanga   | 39   | 44 | 14 | 11 | 19 | 67 | 78 | −11  |
| 10   | Unión Magdalena        | 38   | 44 | 13 | 12 | 19 | 52 | 72 | −20  |
| 11   | Deportes Tolima        | 38   | 44 | 12 | 14 | 18 | 78 | 95 | −17  |
| 12   | América de Cali        | 37   | 44 | 12 | 13 | 19 | 71 | 89 | −18  |

 Fuente: Rsssf

## Resultados
Fecha 01 marzo 08
| Cúcuta          | 0 | 1 | América     |
| Cali            | 3 | 1 | Bucaramanga |
| Medellín        | 5 | 2 | Pereira     |
| Millonarios     | 4 | 1 | Nacional    |
| Quindío         | 0 | 3 | Santa Fe    |
| Unión Magdalena | 3 | 1 | Tolima      |

Fecha 02 marzo 15
| América     | 1 | 2 | Millonarios     |
| Bucaramanga | 0 | 1 | Unión Magdalena |
| Nacional    | 5 | 1 | Quindío         |
| Tolima      | 1 | 3 | Cúcuta          |
| Pereira     | 4 | 1 | Cali            |
| Santa Fe    | 3 | 0 | Medellín        |

Fecha 03 marzo 22
| Nacional        | 2 | 3 | América     |
| Cúcuta          | 3 | 2 | Bucaramanga |
| Cali            | 1 | 1 | Santa Fe    |
| Millonarios     | 1 | 0 | Tolima      |
| Quindío         | 1 | 2 | Medellín    |
| Unión Magdalena | 3 | 1 | Pereira     |

Fecha 04 marzo 29
| América     | 3 | 0 | Quindío         |
| Bucaramanga | 1 | 1 | Millonarios     |
| Tolima      | 3 | 3 | Nacional        |
| Pereira     | 2 | 2 | Cúcuta          |
| Medellín    | 3 | 2 | Cali            |
| Santa Fe    | 4 | 2 | Unión Magdalena |

Fecha 05 abril 05
| América         | 3 | 1 | Tolima      |
| Nacional        | 1 | 1 | Bucaramanga |
| Cúcuta          | 1 | 1 | Santa Fe    |
| Millonarios     | 2 | 2 | Pereira     |
| Quindío         | 1 | 2 | Cali        |
| Unión Magdalena | 0 | 2 | Medellín    |

Fecha 06 abril 12
| Bucaramanga | 6 | 3 | América         |
| Tolima      | 4 | 3 | Quindío         |
| Cali        | 1 | 1 | Unión Magdalena |
| Pereira     | 3 | 1 | Nacional        |
| Medellín    | 3 | 3 | Cúcuta          |
| Santa Fe    | 1 | 0 | Millonarios     |

Fecha 07 abril 19
| América     | 2 | 2 | Pereira         |
| Nacional    | 3 | 3 | Santa Fe        |
| Cúcuta      | 3 | 1 | Cali            |
| Tolima      | 6 | 3 | Bucaramanga     |
| Millonarios | 1 | 1 | Medellín        |
| Quindío     | 0 | 2 | Unión Magdalena |

Fecha 08 abril 26
| Bucaramanga     | 1 | 0 | Quindío     |
| Cali            | 2 | 2 | Millonarios |
| Pereira         | 1 | 1 | Tolima      |
| Medellín        | 2 | 3 | Nacional    |
| Santa Fe        | 3 | 1 | América     |
| Unión Magdalena | 2 | 0 | Cúcuta      |

Fecha 09 mayo 03
| América     | 2 | 4 | Medellín        |
| Bucaramanga | 3 | 1 | Pereira         |
| Nacional    | 2 | 1 | Cali            |
| Tolima      | 1 | 3 | Santa Fe        |
| Millonarios | 4 | 1 | Unión Magdalena |
| Quindío     | 4 | 2 | Cúcuta          |

Fecha 10 mayo 07
| Cúcuta          | 2 | 4 | Millonarios |
| Cali            | 4 | 1 | América     |
| Medellín        | 2 | 3 | Tolima      |
| Santa Fe        | 2 | 0 | Bucaramanga |
| Quindío         | 2 | 1 | Pereira     |
| Unión Magdalena | 0 | 0 | Nacional    |

Fecha 11 mayo 10
| América     | 6 | 2 | Unión Magdalena |
| Bucaramanga | 1 | 1 | Medellín        |
| Nacional    | 2 | 3 | Cúcuta          |
| Tolima      | 2 | 1 | Cali            |
| Pereira     | 2 | 2 | Santa Fe        |
| Millonarios | 1 | 0 | Quindío         |

Fecha 12 mayo 17
| América     | 1 | 1 | Cúcuta          |
| Bucaramanga | 1 | 1 | Cali            |
| Nacional    | 0 | 1 | Millonarios     |
| Tolima      | 3 | 1 | Unión Magdalena |
| Pereira     | 1 | 3 | Medellín        |
| Santa Fe    | 2 | 2 | Quindío         |

Fecha 13 mayo 24
| Cúcuta          | 4 | 0 | Tolima      |
| Cali            | 1 | 1 | Pereira     |
| Medellín        | 5 | 1 | Santa Fe    |
| Millonarios     | 4 | 1 | América     |
| Quindío         | 1 | 0 | Nacional    |
| Unión Magdalena | 1 | 3 | Bucaramanga |

Fecha 14 mayo 31
| América     | 3 | 3 | Nacional        |
| Bucaramanga | 3 | 1 | Cúcuta          |
| Tolima      | 1 | 5 | Millonarios     |
| Pereira     | 1 | 0 | Unión Magdalena |
| Medellín    | 1 | 0 | Quindío         |
| Santa Fe    | 0 | 2 | Cali            |

Fecha 15 junio 07
| Nacional        | 6 | 1 | Tolima      |
| Cúcuta          | 3 | 1 | Pereira     |
| Cali            | 3 | 1 | Medellín    |
| Millonarios     | 1 | 1 | Bucaramanga |
| Quindío         | 0 | 0 | América     |
| Unión Magdalena | 0 | 2 | Santa Fe    |

Fecha 16 junio 14
| Bucaramanga | 5 | 2 | Nacional        |
| Tolima      | 1 | 2 | América         |
| Cali        | 2 | 0 | Quindío         |
| Pereira     | 2 | 4 | Millonarios     |
| Medellín    | 1 | 1 | Unión Magdalena |
| Santa Fe    | 8 | 0 | Cúcuta          |

Fecha 17 junio 21
| América         | 2 | 1 | Bucaramanga |
| Nacional        | 1 | 4 | Pereira     |
| Cúcuta          | 3 | 0 | Medellín    |
| Millonarios     | 2 | 0 | Santa Fe    |
| Quindío         | 1 | 0 | Tolima      |
| Unión Magdalena | 2 | 0 | Cali        |

Fecha 18 junio 28
| Bucaramanga     | 2 | 3 | Tolima      |
| Cali            | 0 | 0 | Cúcuta      |
| Pereira         | 4 | 1 | América     |
| Medellín        | 3 | 0 | Millonarios |
| Santa Fe        | 1 | 2 | Nacional    |
| Unión Magdalena | 2 | 0 | Quindio     |

Fecha 19 julio 03
| América     | 1 | 1 | Santa Fe        |
| Nacional    | 7 | 2 | Medellín        |
| Cúcuta      | 5 | 3 | Unión Magdalena |
| Tolima      | 1 | 3 | Pereira         |
| Millonarios | 0 | 1 | Cali            |
| Quindío     | 1 | 2 | Bucaramanga     |

Fecha 20 julio 12
| Cúcuta          | 1 | 1 | Quindío     |
| Cali            | 3 | 2 | Nacional    |
| Pereira         | 4 | 2 | Bucaramanga |
| Medellín        | 2 | 2 | América     |
| Santa Fe        | 2 | 2 | Tolima      |
| Unión Magdalena | 0 | 2 | Millonarios |

Fecha 21 julio 19
| América     | 1 | 2 | Cali            |
| Bucaramanga | 0 | 2 | Santa Fe        |
| Nacional    | 3 | 3 | Unión Magdalena |
| Tolima      | 1 | 2 | Medellín        |
| Pereira     | 0 | 1 | Quindío         |
| Millonarios | 3 | 3 | Cúcuta          |

Fecha 22 julio 26
| Unión Magdalena | 2 | 1 | América     |
| Cúcuta          | 0 | 1 | Nacional    |
| Cali            | 2 | 2 | Tolima      |
| Medellín        | 0 | 0 | Bucaramanga |
| Santa Fe        | 6 | 1 | Pereira     |
| Quindío         | 1 | 0 | Millonarios |

Fecha 23 agosto 02
| Cúcuta          | 3 | 1 | América     |
| Cali            | 1 | 0 | Bucaramanga |
| Medellín        | 3 | 2 | Pereira     |
| Millonarios     | 3 | 2 | Nacional    |
| Quindío         | 1 | 1 | Santa Fe    |
| Unión Magdalena | 1 | 1 | Tolima      |

Fecha 24 agosto 06
| América     | 2 | 3 | Millonarios     |
| Bucaramanga | 1 | 0 | Unión Magdalena |
| Nacional    | 0 | 1 | Quindío         |
| Tolima      | 3 | 0 | Cúcuta          |
| Pereira     | 2 | 2 | Cali            |
| Santa Fe    | 0 | 3 | Medellín        |

Fecha 25 agosto 16
| Nacional        | 1 | 0 | América     |
| Cúcuta          | 2 | 1 | Bucaramanga |
| Cali            | 7 | 1 | Santa Fe    |
| Millonarios     | 2 | 1 | Tolima      |
| Quindío         | 0 | 2 | Medellín    |
| Unión Magdalena | 2 | 1 | Pereira     |

Fecha 26 agosto 23
| América     | 3 | 2 | Quindío         |
| Bucaramanga | 2 | 1 | Millonarios     |
| Tolima      | 1 | 1 | Nacional        |
| Pereira     | 2 | 1 | Cúcuta          |
| Medellín    | 3 | 2 | Cali            |
| Santa Fe    | 2 | 1 | Unión Magdalena |

Fecha 27 agosto 30
| América         | 2 | 2 | Tolima      |
| Nacional        | 3 | 1 | Bucaramanga |
| Cúcuta          | 3 | 2 | Santa Fe    |
| Millonarios     | 3 | 0 | Pereira     |
| Quindío         | 2 | 1 | Cali        |
| Unión Magdalena | 2 | 0 | Medellín    |

Fecha 28 septiembre 06
| Bucaramanga | 1 | 1 | América         |
| Tolima      | 1 | 1 | Quindío         |
| Cali        | 4 | 0 | Unión Magdalena |
| Pereira     | 4 | 2 | Nacional        |
| Medellín    | 1 | 1 | Cúcuta          |
| Santa Fe    | 2 | 2 | Millonarios     |

Fecha 29 septiembre 10
| América     | 2 | 2 | Pereira         |
| Nacional    | 2 | 0 | Santa Fe        |
| Cúcuta      | 3 | 1 | Cali            |
| Tolima      | 1 | 1 | Bucaramanga     |
| Millonarios | 0 | 1 | Medellín        |
| Quindío     | 4 | 1 | Unión Magdalena |

Fecha 30 septiembre 20
| Bucaramanga     | 1 | 1 | Quindío     |
| Cali            | 1 | 2 | Millonarios |
| Pereira         | 5 | 4 | Tolima      |
| Medellín        | 3 | 0 | Nacional    |
| Santa Fe        | 2 | 2 | América     |
| Unión Magdalena | 1 | 0 | Cúcuta      |

Fecha 31 septiembre 27
| América     | 2 | 1 | Medellín        |
| Bucaramanga | 1 | 4 | Pereira         |
| Nacional    | 4 | 1 | Cali            |
| Tolima      | 2 | 1 | Santa Fe        |
| Millonarios | 1 | 1 | Unión Magdalena |
| Quindío     | 3 | 3 | Cúcuta          |

Fecha 32 octubre 04
| Cúcuta          | 1 | 1 | Millonarios |
| Cali            | 1 | 0 | América     |
| Medellín        | 1 | 1 | Tolima      |
| Bucaramanga     | 2 | 0 | Santa Fe    |
| Quindío         | 2 | 2 | Pereira     |
| Unión Magdalena | 0 | 1 | Nacional    |

Fecha 33 octubre 10
| América     | 0 | 0 | Unión Magdalena |
| Bucaramanga | 2 | 0 | Medellín        |
| Nacional    | 2 | 1 | Cúcuta          |
| Tolima      | 2 | 2 | Cali            |
| Pereira     | 2 | 1 | Santa Fe        |
| Millonarios | 4 | 3 | Quindío         |

Fecha 34 octubre 18
| América     | 1 | 1 | Cúcuta          |
| Bucaramanga | 0 | 0 | Cali            |
| Nacional    | 1 | 1 | Millonarios     |
| Tolima      | 1 | 0 | Unión Magdalena |
| Pereira     | 2 | 1 | Medellín        |
| Santa Fe    | 1 | 1 | Quindío         |

Fecha 35 octubre 25
| Cúcuta          | 3 | 3 | Tolima      |
| Cali            | 1 | 5 | Pereira     |
| Medellín        | 2 | 0 | Santa Fe    |
| Millonarios     | 5 | 2 | América     |
| Quindío         | 2 | 1 | Nacional    |
| Unión Magdalena | 2 | 0 | Bucaramanga |

Fecha 36 noviembre 01
| América     | 1 | 2 | Nacional        |
| Bucaramanga | 2 | 2 | Cúcuta          |
| Tolima      | 0 | 0 | Millonarios     |
| Pereira     | 3 | 1 | Unión Magdalena |
| Medellín    | 1 | 1 | Quindío         |
| Santa Fe    | 2 | 2 | Cali            |

Fecha 37 noviembre 08
| Nacional        | 6 | 1 | Tolima      |
| Cúcuta          | 5 | 1 | Pereira     |
| Cali            | 0 | 0 | Medellín    |
| Millonarios     | 1 | 2 | Bucaramanga |
| Quindío         | 3 | 0 | América     |
| Unión Magdalena | 1 | 0 | Santa Fe    |

Fecha 38 noviembre 11
| Bucaramanga | 2 | 1 | Nacional        |
| Tolima      | 3 | 0 | América         |
| Cali        | 3 | 1 | Quindío         |
| Pereira     | 0 | 4 | Millonarios     |
| Medellín    | 5 | 0 | Unión Magdalena |
| Santa Fe    | 3 | 0 | Cúcuta          |

Fecha 39 noviembre 15
| América         | 3 | 1 | Bucaramanga |
| Nacional        | 4 | 3 | Pereira     |
| Cúcuta          | 1 | 1 | Medellín    |
| Millonarios     | 1 | 0 | Santa Fe    |
| Quindío         | 2 | 2 | Tolima      |
| Unión Magdalena | 1 | 1 | Cali        |

Fecha 40 noviembre 25
| Bucaramanga     | 2 | 1 | Tolima      |
| Cali            | 2 | 1 | Cúcuta      |
| Pereira         | 4 | 1 | América     |
| Medellín        | 2 | 1 | Millonarios |
| Santa Fe        | X | X | Nacional    |
| Unión Magdalena | 2 | 2 | Quindio     |

Fecha 41 noviembre 28
| América     | 3 | 1 | Santa Fe        |
| Nacional    | 0 | 3 | Medellín        |
| Cúcuta      | 1 | 1 | Unión Magdalena |
| Tolima      | 1 | 2 | Pereira         |
| Millonarios | 1 | 1 | Cali            |
| Quindío     | 2 | 1 | Bucaramanga     |

Fecha 42 diciembre 06
| Cúcuta          | 1 | 3 | Quindío     |
| Cali            | 7 | 0 | Nacional    |
| Pereira         | 3 | 1 | Bucaramanga |
| Medellín        | 1 | 1 | América     |
| Santa Fe        | 2 | 3 | Tolima      |
| Unión Magdalena | 1 | 1 | Millonarios |

Fecha 43 diciembre 08
| América     | 1 | 2 | Cali            |
| Santa Fe    | 4 | 2 | Bucaramanga     |
| Nacional    | 1 | 1 | Unión Magdalena |
| Tolima      | 4 | 2 | Medellín        |
| Pereira     | 2 | 2 | Quindío         |
| Millonarios | 3 | 1 | Cúcuta          |

Fecha 44 diciembre 20
| Unión Magdalena | 1 | 2 | América     |
| Cúcuta          | 3 | 3 | Nacional    |
| Cali            | 3 | 2 | Tolima      |
| Medellín        | 3 | 4 | Bucaramanga |
| Santa Fe        | X | X | Pereira     |
| Quindío         | 1 | 1 | Millonarios |

| 1959                   | AME        | BUC     | CAL     | CUC     | MAG     | MED     | MIL     | NAL       | PER     | QUI     | SFE     | TOL         |
| América de Cali        |            | 2:1 3:1 | 1:2 1:2 | 1:1 1:1 | 6:2 0:0 | 2:4 2:1 | 1:2 2:3 | 3:3 1:2   | 2:2 2:2 | 3:0 3:2 | 1:1 3:1 | 3:1 2:2     |
| Atlético Bucaramanga   | 6:3 1:1    |         | 1:1 0:0 | 3:1 2:2 | 0:1 1:0 | 1:1 2:0 | 1:1 2:1 | 5:2 2:1   | 3:1 1:4 | 1:0 1:1 | 0:2 2:0 | 2:3 2:1     |
| Deportivo Cali         | 4:1 1:0    | 3:1 1:0 |         | 0:0 2:1 | 1:1 4:0 | 3:1 0:0 | 2:2 1:2 | 3:2 7:0   | 1:1 1:5 | 2:0 3:1 | 1:1 7:1 | 2:2 3:2     |
| Cúcuta Deportivo       | (0:1) 3:1  | 3:2 2:1 | 3:1 3:1 |         | 5:3 1:1 | 3:0 1:1 | 2:4 1:1 | 0:1 3:3   | 3:1 5:1 | 1:1 1:3 | 1:1 3:2 | 4:0 3:3     |
| Unión Magdalena        | 2:1 1:2    | 1:3 2:0 | 2:0 1:1 | 2:0 1:0 |         | 0:2 2:0 | 0:2 1:1 | 0:0 0:1   | 3:1 2:1 | 2:0 2:2 | 0:2 1:0 | 3:1 1:1     |
| Medellín               | 2:2 1:1    | 0:0 3:4 | 3:2 3:2 | 3:3 1:1 | 1:1 5:0 |         | 3:0 2:1 | 2:3 3:0   | 5:2 3:2 | 1:0 1:1 | 5:1 2:0 | 2:3 1:1     |
| Millonarios            | 4:1 5:2    | 1:1 1:2 | 0:1 1:1 | 3:3 3:1 | 4:1 1:1 | 1:1 0:1 |         | 4:1 3:2   | 2:2 3:0 | 1:0 4:3 | 2:0 1:0 | 1:0 2:1     |
| Atlético Nacional      | 2:3 (1:0*) | 1:1 3:1 | 2:1 4:1 | 2:3 2:1 | 3:3 1:1 | 7:2 0:3 | 0:1 1:1 |           | 1:4 4:3 | 5:1 0:1 | 3:3 2:0 | 6:1 6:1     |
| Deportivo Pereira      | 4:1 4:1    | 4:2 3:1 | 4:1 2:2 | 2:2 2:1 | 1:0 3:1 | 1:3 2:1 | 2:4 0:4 | 3:1 4:2   |         | 0:1 2:2 | 2:2 2:1 | 1:1 5:4     |
| Deportes Quindío       | 0:0 3:0    | 1:2 2:1 | 1:2 2:1 | 4:2 3:3 | 0:2 4:1 | 1:2 0:2 | 1:0 1:1 | 1:0 2:1   | 2:1 2:2 |         | 0:3 1:1 | (1:0**) 2:2 |
| Independiente Santa Fe | 3:1 2:2    | 4:2 2:0 | 0:2 2:2 | 8:0 3:0 | 4:2 2:0 | 3:0 0:3 | 1:0 2:2 | 1:2 (--*) | 6:1 --  | 2:2 1:1 |         | 2:2 2:3     |
| Deportes Tolima        | 1:2 3:0    | 6:3 1:1 | 2:1 2:2 | 1:3 3:0 | 3:1 1:0 | 1:2 4:2 | 1:5 0:0 | 3:3 1:1   | 1:3 1:2 | 4:3 1:1 | 1:3 2:1 |             |

- (-) Doble W.O.
- (*) América se retiró faltando 13 minutos.
- (**) Tolima llegó tarde.
- (--*) El partido no se disputó porque ese día estaban velando al expresidente Alfonso López Pumarejo en Bogotá y la Dimayor decidió aplazar el partido para darle prioridad a este evento, pero este nunca se disputó.
- -- Partido no disputado

|                                |
| Bandera de Colombia            |
| Campeón Millonarios 5.º título |

## Goleadores
| Jugador          | Equipo                 | Goles |
| ---------------- | ---------------------- | ----- |
| Felipe Marino    | Independiente Medellín | 35    |
| Oswaldo Panzutto | Santa Fe               | 26    |
| Eusebio Escobar  | Deportivo Pereira      | 25    |